# 乔丹·格兰特
乔丹·格兰特（英語：Jordan Grant，1991年3月22日—），新西兰女子曲棍球运动员，场上位置是中场。她曾代表新西兰国家队参加2014年英联邦运动会曲棍球比赛，获得一枚铜牌。